# Lunetka, Martin a …
Lunetka, Martin a … je československý animovaný televizní seriál z roku 1986 vysílaný v rámci večerníčku. Poprvé byl uveden v říjnu téhož roku. Bylo natočeno celkem 13 epizod.Režisérem byl Jaromír Červený, zatímco postavy nakreslil Antonín Stoják. Vyprávěčem byl Josef Dvořák.

## Seznam dílů
1. Lunetka, Martin a drak
2. Lunetka, Martin a jablko
3. Lunetka, Martin a kapr
4. Lunetka, Martin a kuchař
5. Lunetka, Martin a saně
6. Lunetka, Martin a čepice
7. Lunetka, Martin a hodiny
8. Lunetka, Martin a mašlička
9. Lunetka, Martin a míč
10. Lunetka, Martin a robot
11. Lunetka, Martin a chaloupka
12. Lunetka, Martin a Ferdásek
13. Lunetka, Martin a klarinet